# Misarara
Misarara är ett vattendrag i Burundi.   Det ligger i provinsen Gitega, i den centrala delen av landet, 80 kilometer sydost om huvudstaden Bujumbura.
Omgivningarna runt Misarara är en mosaik av jordbruksmark och naturlig växtlighet. Runt Misarara är det ganska tätbefolkat, med 199 invånare per kvadratkilometer.